# Албешть (комуна, Констанца)
Албешть, Албешті (рум. Albești) — комуна у повіті Констанца в Румунії. До складу комуни входять такі села (дані про населення за 2002 рік):
- Албешть (1421 особа) — адміністративний центр комуни
- Арса (561 особа)
- Виртоп (292 особи)
- Короана (148 осіб)
- Коту-Веїй (1081 особа)

Комуна розташована на відстані 198 км на схід від Бухареста, 44 км на південний захід від Констанци.

## Населення
За даними перепису населення 2002 року у комуні проживали 3503 особи.
Національний склад населення комуни:
| Національність   | Кількість осіб | Відсоток |
| ---------------- | -------------- | -------- |
| румуни           | 3361           | 95,9%    |
| татари           | 114            | 3,3%     |
| турки            | 9              | 0,3%     |
| угорці           | 8              | 0,2%     |
| українці         | 4              | 0,1%     |
| цигани           | 3              | 0,1%     |
| росіяни-липовани | 3              | 0,1%     |

Рідною мовою назвали:
| Мова       | Кількість осіб | Відсоток |
| ---------- | -------------- | -------- |
| румунська  | 3371           | 96,2%    |
| татарська  | 109            | 3,1%     |
| турецька   | 9              | 0,3%     |
| угорська   | 7              | 0,2%     |
| українська | 4              | 0,1%     |
| циганська  | 3              | 0,1%     |

Склад населення комуни за віросповіданням:
| Релігія       | Кількість осіб | Відсоток |
| ------------- | -------------- | -------- |
| православні   | 3335           | 95,2%    |
| мусульмани    | 123            | 3,5%     |
| п'ятдесятники | 26             | 0,7%     |
| римо-католики | 11             | 0,3%     |
| баптисти      | 4              | 0,1%     |
| реформати     | 1              | < 0,1%   |
| адвентисти    | 1              | < 0,1%   |

## Зовнішні посилання
- Дані про комуну Албешть на сайті Ghidul Primăriilor [Архівовано 15 травня 2012 у Wayback Machine.]